# Vidrà
Vidrà è un comune spagnolo di 163 abitanti situato nella comunità autonoma della Catalogna.